# Федеративные Штаты Микронезии на Универсиадах
Федеративные Штаты Микронезии принимают участие в Универсиадах начиная с летней Универсиады 2001 года в Пекине. На зимних Универсиадах спортивная делегация Федеративных Штатов Микронезии не участвовала ни разу.
На настоящее время (после летней Универсиады 2021 и зимней Универсиады 2023) спортсмены Федеративных Штатов Микронезии на всех Универсиадах медалей не завоевали.